# 하차투르 아보비안
하차투르 아보비안(아르메니아어: Խաչատուր Աբովյան Khach’atur Abovyan; 1809년년 10월 15일(율리우스력 10월 3일) –  실종 1848년년 4월 14일(율리우스력 4월 2일))은 아르메니아인의 박식가, 교육자, 과학자, 철학자, 작가, 시인, 현대화의 옹호자였다. 그는 1848년에 신비롭게 사라졌고 결국 사망한 것으로 추정되었다. 현대 아르메니아 문학의 아버지로 알려진 그는 소설 아르메니아의 상처로 가장 잘 기억된다. 1841년에 쓰여져 1858년에 사후 출판된 이 작품은 고전 아르메니아어 대신 예레반 방언을 바탕으로 현대 아르메니아어로 출판된 최초의 소설이었다.
아보비안은 시대를 훨씬 앞서갔으며 그의 작품 중 거의 어떤 것도 생전에 출판되지 않았다. 아르메니아 소비에트 사회주의 공화국이 설립된 후에야 아보비안은 인정을 받고 명성을 얻었다. 아보비안은 아르메니아 문학뿐만 아니라 아르메니아의 역사 전체에서 가장 중요한 인물 중 한 명으로 간주된다. 서아르메니아어 문학에 대한 아보비안의 영향력은 동아르메니아어, 특히 초기 형성기에 비해 강하지 않았다.

## 초기 생애 및 경력

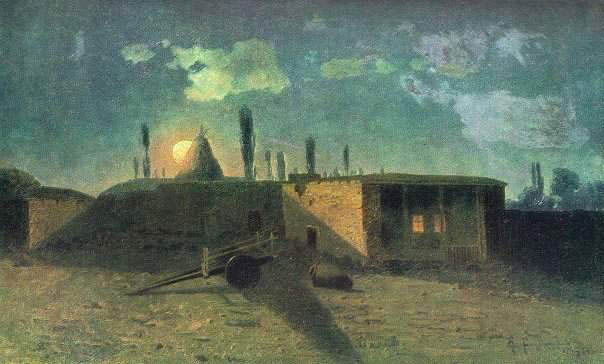
1884년 게보르그 바신자기안이 아보비안이 태어난 집을 그린 그림

아보비안은 1809년에 카자르 제국의 일부였던 카나케르 마을에서 태어났으며, 현재는 아르메니아 예레반의 한 구역이다. 아보비안 가문은 굴리스탄에 있는 베글라리안 멜릭 가문의 후손으로, 현재의 나고르노카라바흐 지역을 통치했던 5개의 아르메니아 가문 중 하나였다. 아보비안 가문은 카나케르에서 tanuter (세습 영주) 직책을 맡고 있었으며, 아보비안의 삼촌은 카나케르의 마지막 tanuter였다. 그의 이모는 1828년 러시아 합병 당시 예레반의 마지막 멜릭인 사하크 아가말리안의 아내였다. 그의 사회적 배경과 혈통은 그에게 어린 시절부터 자신의 민족에 대한 책임감을 심어주었다. 그는 부모님인 아베티크와 타쿠히가 결혼한 지 6년 후에 태어났다. 그에게는 카라펫이라는 남동생이 있었는데 세 살에 사망했다.
10살 때 아보비안은 아버지를 따라 에치미아진으로 가서 사제직을 공부했다. 그는 5년 후에 중퇴하고 1822년에 트빌리시로 이주하여 하르티운 알람다리안의 지도를 받아 네르시샨 학교에서 아르메니아학과 언어를 공부했다. 아보비안은 1826년에 졸업하고 교육을 더 받기 위해 베네치아로 이주할 준비를 시작했다. 그러나 러시아-페르시아 전쟁 (1826년-1828년) (1826–28)이 발발하여 그의 계획이 좌절되었다. 다음 3년 동안 그는 잠시 사나힌에서 가르치다가 가톨리코스 아르메니아의 예프렘 1세의 서기 겸 번역가로 일했다. 가톨리코스를 위해 일하는 동안 스무 살의 아보비안은 1828년 9월 타브리즈로 가는 길에 에치미아진에 발이 묶인 외교관이자 극작가 알렉산드르 그리보예도프를 포함하여 많은 저명한 외국인을 만났다. 그리보예도프의 주간지 Tifliskiye Vedemosti는 아보비안에 대한 기사를 처음으로 출판한 신문이 되었다.

## 아라라트 정복
아보비안의 삶의 전환점은 1829년 9월 리플랸드현 (현재의 에스토니아 타르투) 도르파트 제국 대학의 물리학 교수인 프리드리히 패럿이 아르메니아에 도착하면서였다. 패럿은 지질학 연구를 수행하기 위해 아라라트산에 오르기 위해 아르메니아를 여행했으며, 원정을 위한 현지 가이드와 번역가가 필요했다. 가톨리코스는 아보비안에게 이 임무를 맡겼다. 아보비안의 도움으로 패럿은 현대에 아라라트산 정상에 도달한 최초의 탐험가가 되었다. 이 프로젝트는 니콜라이 1세 황제의 전폭적인 승인을 받았으며, 황제는 원정에 군사 호송대를 제공했다.

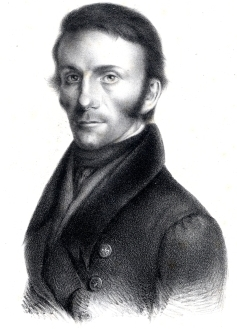
아보비안의 멘토 프리드리히 패럿

아보비안과 패럿은 아락스강을 건너 수르말리 지역으로 들어가 해발 4,000 피트 (1,200 m)에 위치한 아라라트 북쪽 경사면에 있는 아르메니아 마을 아후리로 향했다. 트빌리시의 하르티운 알람다리안의 조언에 따라 그들은 해발 6,375 피트 (1,943 m)의 성 하코브 수도원에 2,400 피트 (730 m) 더 높은 곳에 기지 캠프를 설치했다. 아보비안은 1840년 5월 재앙적인 지진으로 아후리와 수도원 모두 완전히 매몰되기 전 마지막으로 방문한 여행자 중 한 명이었다. 북동쪽 경사면을 이용한 첫 등정 시도는 따뜻한 옷이 부족하여 실패했다.
6일 후, 아후리 마을의 족장 스테판 코지안츠의 조언에 따라 북서쪽에서 등반을 시도했다. 해발 16,028 피트 (4,885 m)에 도달한 후, 해가 지기 전에 정상에 도달하지 못했기 때문에 돌아섰다. 그들은 1829년 10월 9일 오후 3시 15분에 세 번째 시도에서 정상에 도달했다. 아보비안은 얼음에 구멍을 파고 북쪽을 향해 나무 십자가를 세웠다. 아보비안은 정상에서 얼음 조각을 집어 병에 담아 내려왔는데, 그 물을 신성하게 여겼다. 11월 8일, 패럿과 아보비안은 작은 아라라트산에 올랐다. 몇 년 후인 1845년에는 독일 광물학자 오토 빌헬름 헤르만 폰 아비히가 아보비안과 함께 아라라트산에 올랐다. 아라라트산에 대한 아보비안의 세 번째이자 마지막 등정은 1846년에 영국인 헨리 댄비 시모어와 함께였다.

## 도르파트 시절

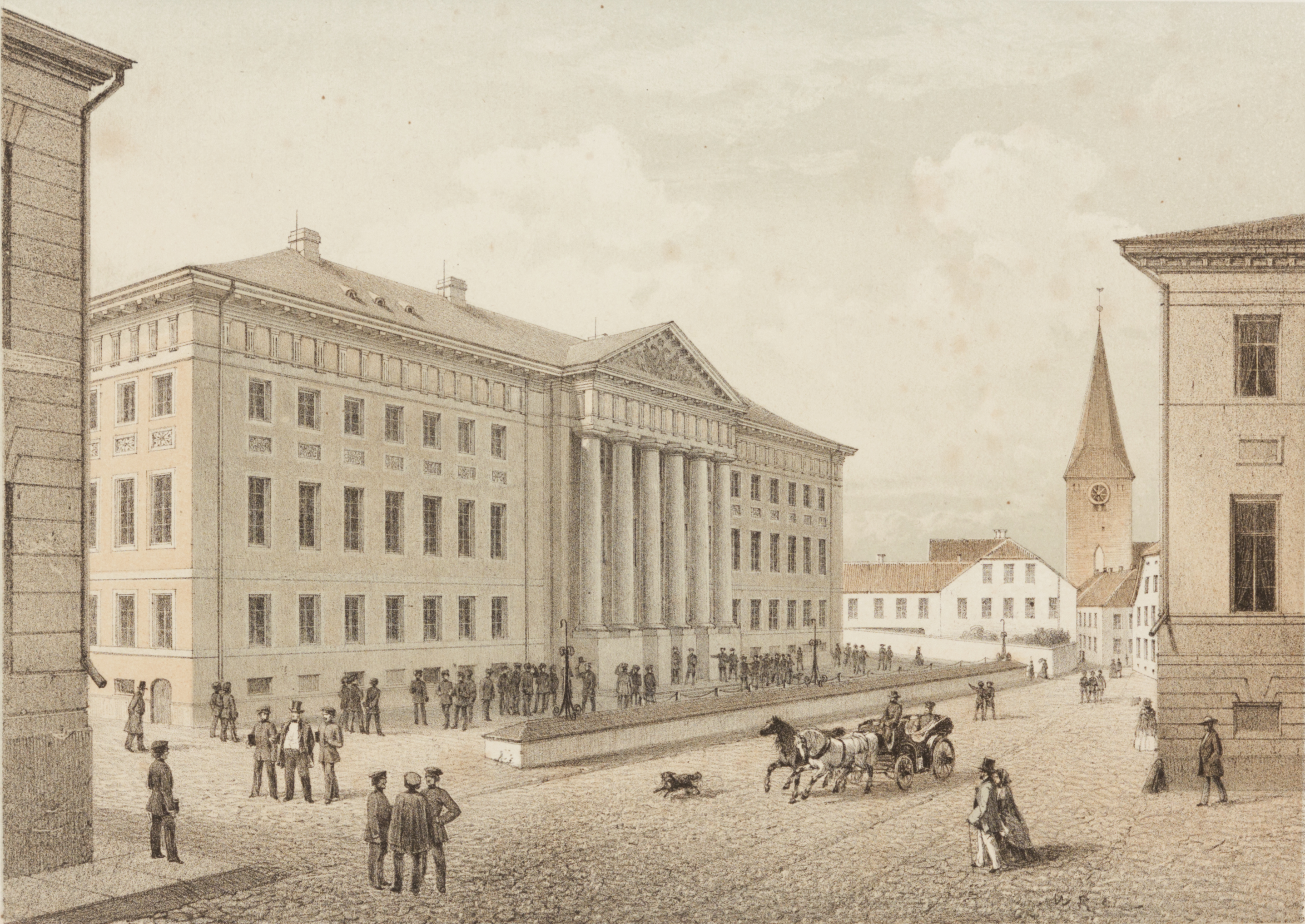
19세기 중반의 도르파트 제국 대학

아보비안의 지식에 대한 갈증에 감명받은 패럿은 아보비안이 1830년에 도르파트 제국 대학에서 공부할 수 있도록 러시아 국비 장학금을 마련해 주었다. 그는 추가 준비 없이 곧바로 대학에 입학하여 1830년 9월 3일부터 1836년 1월 18일까지 어문-역사학부 철학학과에서 공부했다. 도르파트(현재 에스토니아 타르투)에서의 시절은 아보비안에게 매우 유익하여 사회과학과 자연과학, 유럽 문학 및 철학을 공부하고 독일어, 러시아어, 프랑스어, 라틴어를 마스터했다. 이 시기에 아보비안은 독일 낭만주의의 영향을 받았다. 또한 아보비안은 당시 유럽 지식인들과 많은 인맥을 형성했다. 대학에서 그는 함께 공부한 니콜라이 카람진의 아들들과 친구가 되었다. 1834년 아보비안은 상트페테르부르크에 있는 사촌 마리아(멜릭 사하크 아가말리안의 딸)를 방문했고, 그녀는 나중에 조지아의 왕자 알렉산드르와 결혼했다. 졸업 전에 아보비안은 어머니 타쿠히가 사망했다는 소식을 들었다.

## 아르메니아로의 귀환

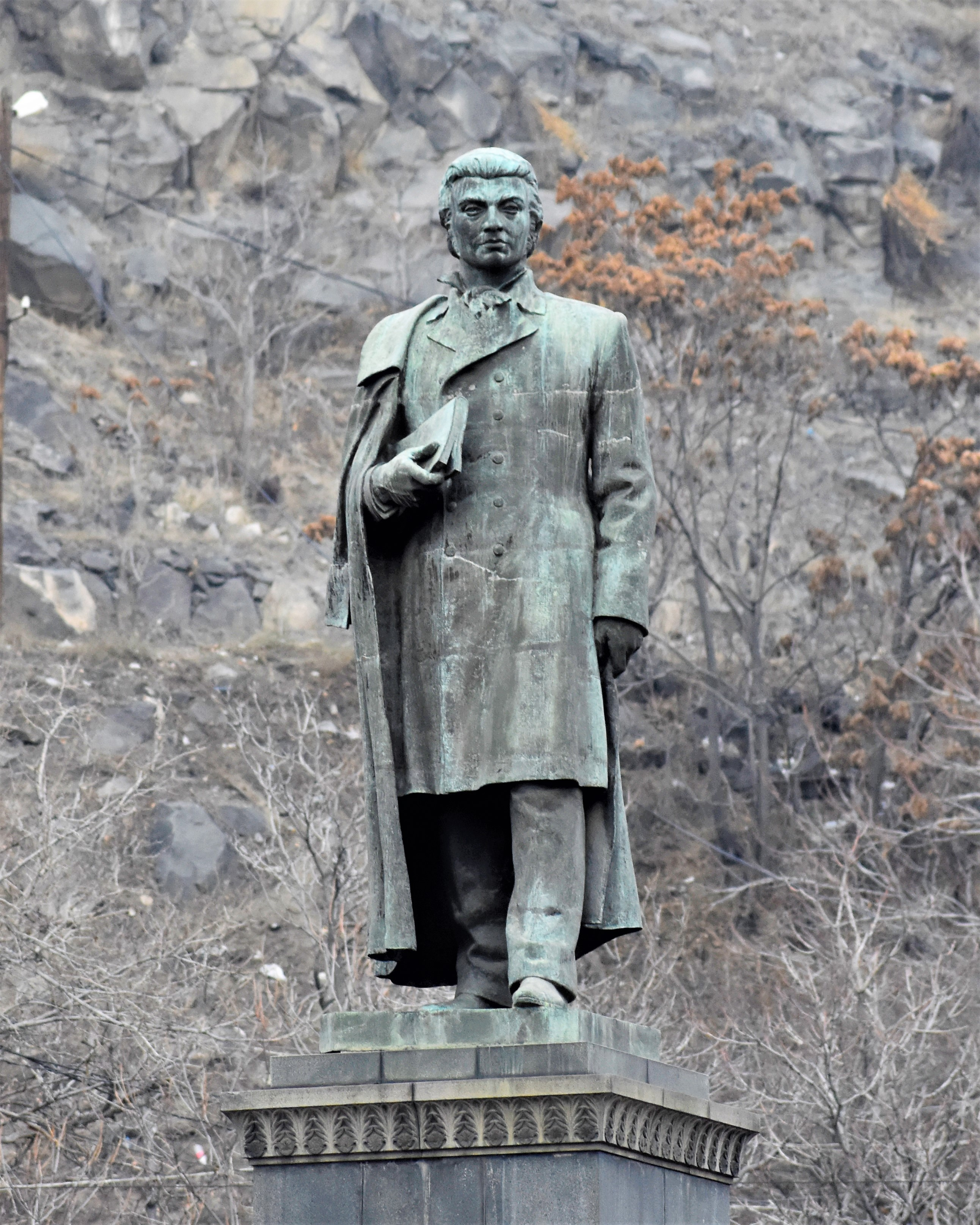
예레반에 있는 아보비안의 1950년 동상

1836년에 그는 계몽의 사명을 수행하고자 하는 열망을 가지고 고향으로 돌아왔다. 아보비안의 노력은 그의 학교 제도 내에서의 교조주의와 형식주의에 대한 반대로 인해 아르메니아 성직자들과 차르 관리들의 적대적인 반응에 부딪히면서 좌절되었다. 아보비안은 트빌리시 우예즈드 학교의 감독관으로 임명되었고 1839년에 에밀리아 루제(1870년 사망)라는 독일 여성과 결혼했다. 1840년에 그는 파트너인 앤 워커와 함께 트빌리시를 방문하던 영국 여행가 앤 리스터의 연락을 받았다. 그녀는 아보비안이 아라라트산으로의 또 다른 원정을 안내해주기를 바랐지만, 결국 이루어지지 않았다. 그는 1843년에 학교에서 해고되어 예레반의 우예즈드 분할 학교로 전근되었는데, 거기서 동료들과 성직자들로부터 무관심과 적대감을 경험했다.
같은 해 여름, 아보비안은 두 명의 독일 여행가를 방문했다. 뮌헨 대학교의 바이에른주 교수 모리츠 바그너 (박물학자)는 5월에 도착하여 아보비안과 함께 세반호 지역을 여행했고 그 후 정기적으로 그와 서신을 교환했다. 7월에 아보비안은 또한 아르메니아의 아라가츠산 최초 등반 기록에서 바그너를 동반했다.
8월에 아보비안은 독일 남작 아우구스트 폰 학스투젠을 지역 곳곳으로 안내했다. 그들은 카나케르에 있는 아보비안 가족의 집을 방문하고 카푸이트 모스크에서 예배에 참석했다. 그들은 또한 야지디족의 캠프를 방문하여 족장 티무르 아가와 만났고 파스케비치 백작의 경호원과 인사를 주고받았다. 그는 아르메니아의 야지디족 공동체의 신뢰받는 친구가 되었으며, 1844년 코카서스 총독 미하일 보론초프 (군인)가 트빌리시에서 주최한 만찬에서 족장이 호화로운 선물을 가지고 돌아왔을 때, 그는 부족 잔치를 열었고 아보비안은 초대받았다. 1845년에 그는 에치미아진 가톨리코스 자리 신청했지만 받아들여지지 않았다. 다음 해, 그는 보론초프의 주간 신문 Kavkaz의 기고자가 되었고, 아보비안은 세 편의 기사를 썼다.

## 실종
1848년 4월 14일, 아보비안은 이른 아침 산책을 위해 집을 나섰고, 그 후 다시는 볼 수 없었다. 그의 실종은 여전히 미해결 상태로 남아있다. 그의 아내 에밀리아는 한 달 동안 그가 실종되었다고 신고하지 않았다. 실종 당시 그들의 자녀인 바르단(1840–1896)과 자르만두흐트(나중에 애들레이드로 알려짐; 1843–1909)는 각각 8세와 5세였다.
그의 실종을 설명하려는 수많은 이론들이 제기되었다. 그가 자살했다거나, 페르시아인이나 터키인 적에게 살해당했다거나, 특수 헌병대에 의해 체포되어 시베리아로 추방되었다는 등의 설이 있다. 자녀들에 대한 그의 사랑과 그들의 어린 나이를 고려할 때, 아보비안이 자살했다는 이론은 일반적으로 무시된다. 작가 악셀 바군츠는 아보비안이 1848년 혁명에 휘말려 서유럽에 있었다는 이론을 제시했다.

## 저작
아보비안은 소설, 이야기, 묘사, 희곡, 과학 및 예술 작품, 시와 우화 등을 썼다. 그는 어린이 문학을 창작한 최초의 아르메니아 작가였다.

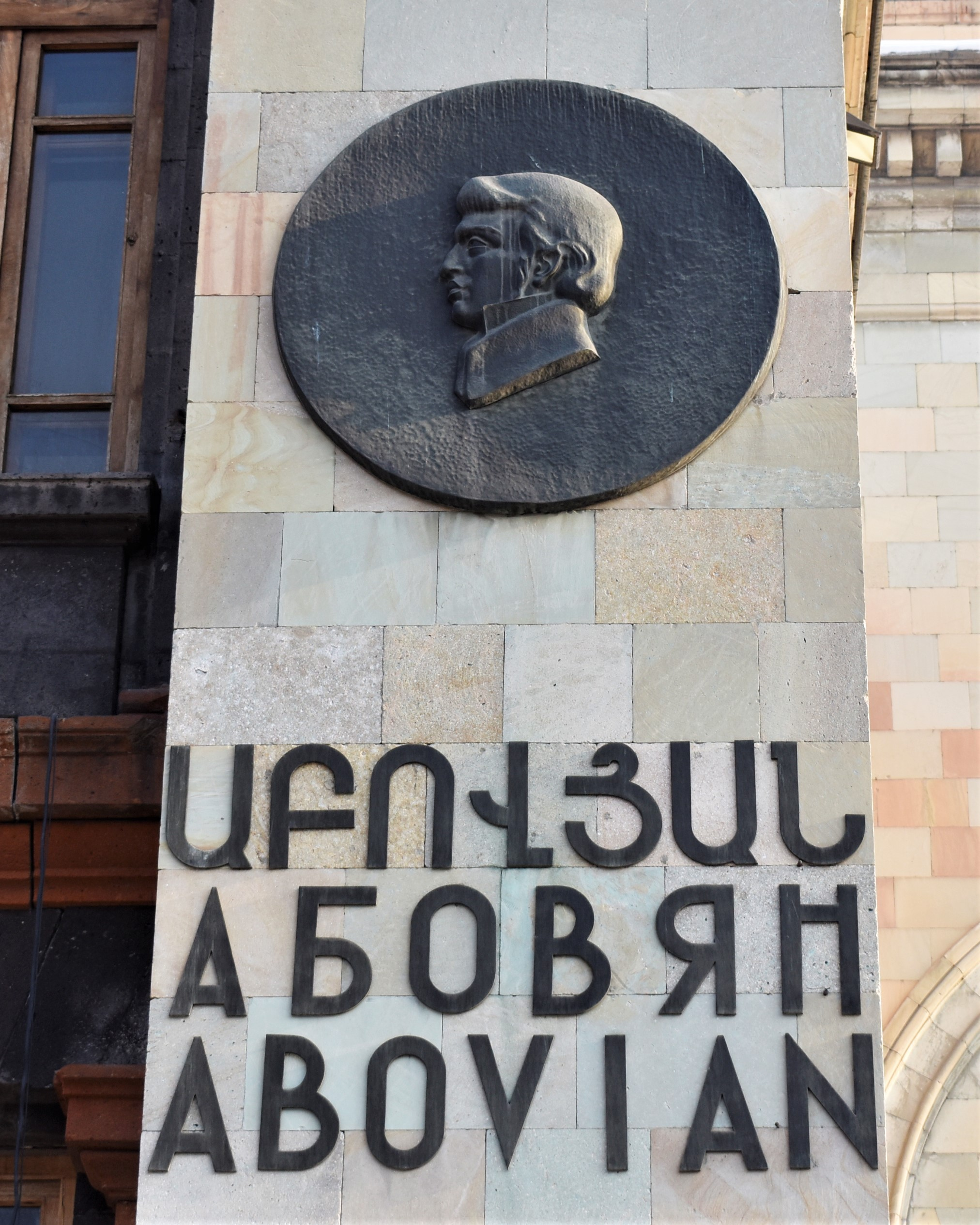
예레반 공화국 광장 근처 아보비안 거리에 있는 아보비안 기념판

### 아르메니아의 상처
역사 소설 아르메니아의 상처 (1841년 작, 1858년 초판)는 1826-1828년 러시아-페르시아 전쟁 시기 아르메니아 민족의 운명과 해방 투쟁을 다룬 최초의 아르메니아 세속 소설이었다. 이 소설은 페르시아 점령 하의 아르메니아인들의 고통을 다루었다. 이 소설의 기본 개념은 민족적 가치, 애국심, 압제자에 대한 증오를 주장하는 것이었다. 이러한 주제들은 아르메니아 사회의 넓은 계층에 깊은 영향을 미쳤다. 주인공 아가시는 자유를 사랑하는 민족 정신과 외세 침략자에 맞서 싸우려는 의지를 의인화한다. "목숨을 바쳐라, 그러나 고향 땅은 결코 내주지 마라"는 그의 좌우명이다. 이야기는 페르시아 사르다르가 보낸 폭력배들에게 아르메니아 소녀가 납치되면서 시작되며, 이는 아가시가 이끄는 봉기로 이어진다.
아보비안은 러시아와 아르메니아 민족 간의 우정 강화를 그의 고향 땅의 국가적, 정치적, 문화적 부흥의 보증으로 보았다. 그러나 아보비안이 이 소설을 쓸 때 그는 이미 아르메니아에서의 차르 정책에 실망한 상태였다. 특히 1836년 폴로제니에 (법령) 시행으로 아르메니아 가톨리코스의 정치적 권력이 크게 축소되고 1840년 아르메니아주가 폐지되었기 때문이었다. 소설에서는 낭만주의와 사실주의 요소가 얽혀 있으며 서정적인 회상이 이야기에 더해진다.

### 다른 작품
아보비안의 시는 풍자로 가득 차 있었고, 이는 러시아 관료주의를 비판한 《와인 단지》에서 가장 잘 드러난다. 《여가 오락》은 아보비안이 공공 모임에서 필기한 것을 바탕으로 각색한 것이다. 이 작품은 악덕, 불의, 도덕적 타락을 질책하는 운문 우화 모음집이다. 그는 《아메리카의 발견》, 《이야기 책》과 같은 과학 및 예술 논픽션 작품을 썼다. 아보비안은 호메로스, 괴테, 프리드리히 실러, 니콜라이 카람진, 이. A. 크릴로프 등의 작품을 아르메니아어로 번역했다. 그는 세속적이고 포괄적인(정신적, 도덕적, 노동적, 신체적) 훈련, 학교 접근성, 빈곤층을 위한 무상 교육, 남녀 평등 교육을 계속해서 장려했다. 아보비안의 교육학 저술로는 독서서인 《교육 입문》(1838년), 러시아어 문법 교과서, 아르메니아어 소설 《티그란의 역사 또는 아르메니아 어린이를 위한 도덕 지침서》(1941년 인쇄) 등이 있다. 그는 카나케르 주변의 토착 거주지 농민들과 예레반 주민들의 생활 방식과 풍습을 연구하고 아르메니아와 쿠르드 민속을 수집하고 연구한 최초의 아르메니아인이었다.

## 유산

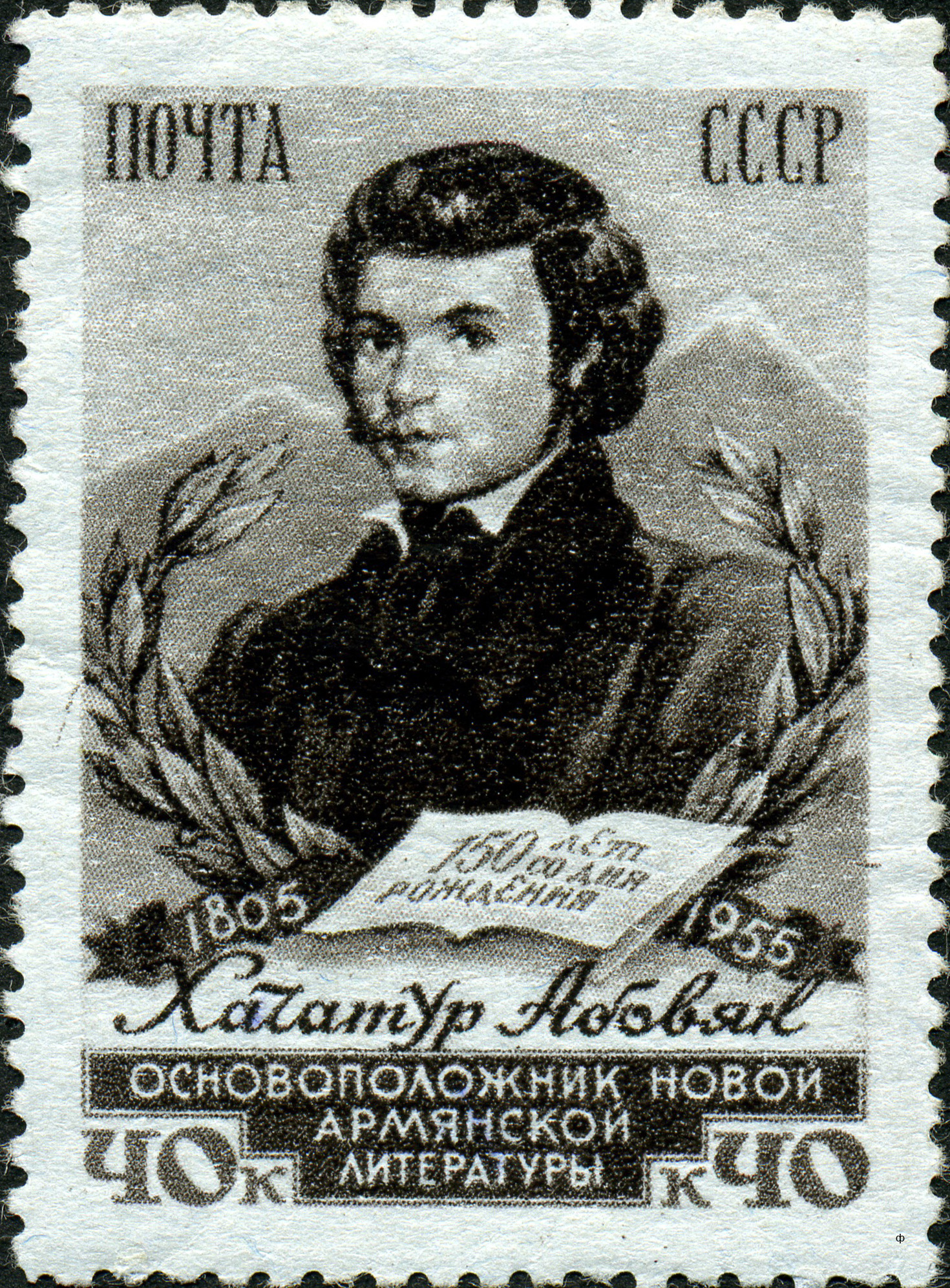
1956년 소련 우표에 실린 하차투르 아보비안

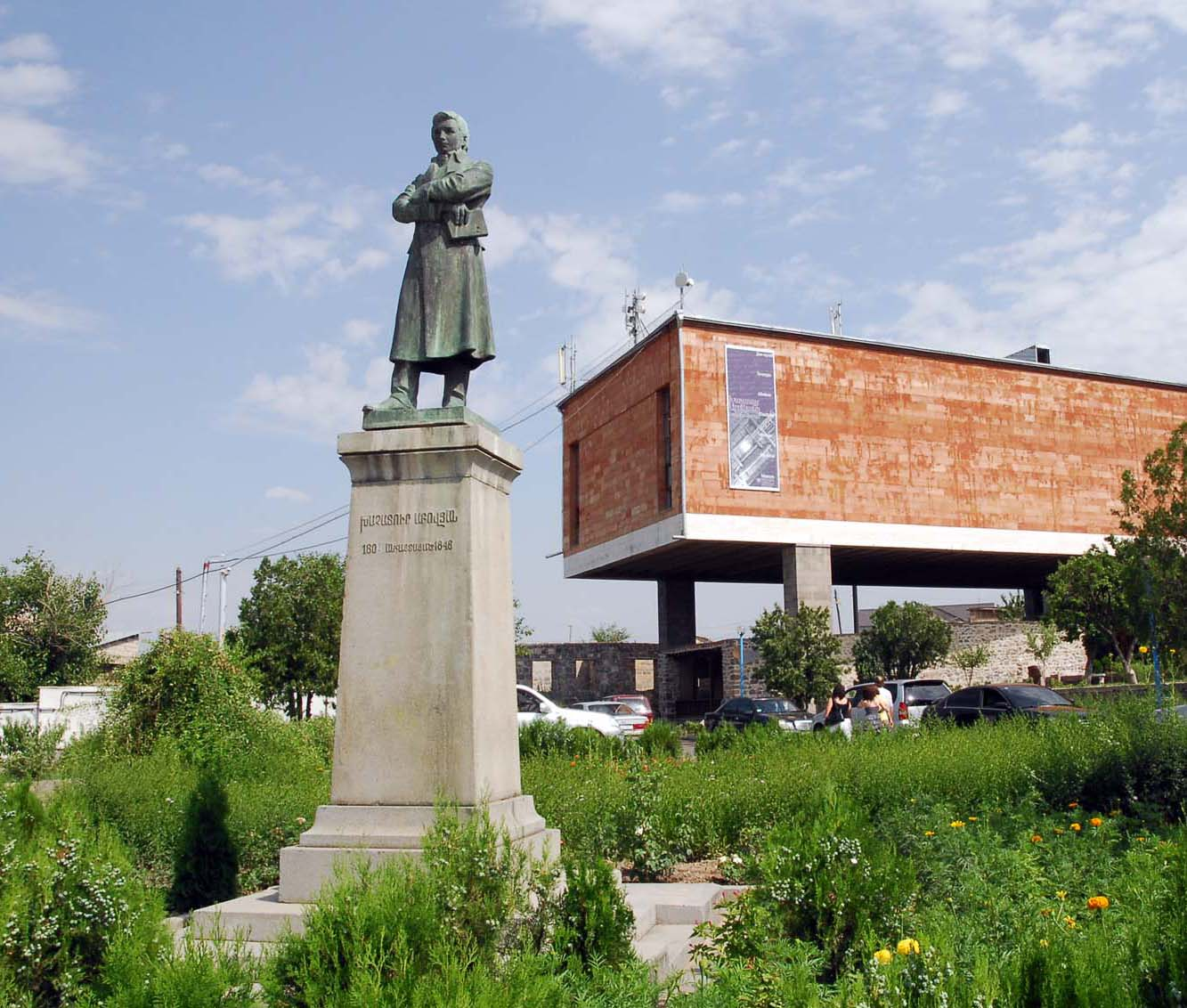
오늘날 수도 예레반의 일부인 그의 고향 카나케르에 있는 그의 어릴 적 집 근처에 있는 아보비안 동상

아보비안의 삶은 아르메니아에서 잘 기억되고 있다. 아르메니아가 소비에트 지배를 받던 시절에는 그의 친러 성향이 강조되었다. 케보르크 바르다키안은 아보비안을 칭찬할 만한 이유가 많지만, 그의 숭배가 극단으로 치달았으며, 특히 소련 시대에는 많은 유능한 동시대 인물들이 선택된 '아버지'나 '거장'의 그림자에 가려졌다고 주장한다. 아보비안의 작품은 서아르메니아어 문학, 특히 초기 형성기에는 거의 영향을 미치지 못했다. 바르다키안은 또한 그의 작품 대부분이 사망 후 수십 년이 지나서야 출판되었으므로, 아보비안 작품의 영향력 범위는 여전히 논쟁의 여지가 있다고 제안한다. 바르다키안은 아보비안이 현대 아르메니아 문학의 아버지로 간주될 수는 없지만, 그의 소설 《아르메니아의 상처》로 현대 동아르메니아 문학의 창시자로 인정받을 만하다고 썼다.
아보비안은 장자크 루소와 요한 하인리히 페스탈로치의 진보적인 교육학적 견해에 영향을 받았다. 아라 발리오지안은 다음과 같이 썼다.
[아보비안]은 모든 사람, 심지어 가장 낮은 사람이라도 발전할 수 있는 타고난 힘을 가지고 있다고 믿었다. 이러한 자유주의적 견해와 교육 시스템 개혁을 위한 그의 끈질긴 노력은 그를 아르메니아 기득권층, 즉 성직자와 부유한 상인들로부터 멀어지게 했다. 이들은 항상 진보보다는 반동 편에 서 있었다. 그 결과 그는 자살했을 수도 있고, 또는 입막음할 수 없는 사상가였기에 차르의 요원들에 의해 비밀리에 암살되었을 수도 있다.

학교, 거리, 대로, 공원이 그의 이름을 따서 명명되었다. 예레반에서 북동쪽으로 10 킬로미터 (6.2 mi) 떨어진 엘라르 마을은 1961년에 그의 이름을 따서 명명되었다. 2년 후, 마을 인구가 증가함에 따라 아보비안 (도시)은 도시 지위를 얻었다. 카나케르에 있는 그의 집은 1939년에 가옥 박물관으로 바뀌었고, 그의 많은 원본 저작물들이 그곳에 보존되어 있다. 아보비안이 교육 분야에서 이룬 업적은 기억되었다. 예레반의 국립 교육 대학교는 그의 이름을 따서 명명되었다. 1964년 2월 28일에는 그의 이름을 딴 메달(Abovyani anvan medal)이 제정되어 교육에 탁월한 능력을 보인 교사들에게 수여되었다.

### 초상화
아보비안의 초상화는 차렌츠 문학 및 예술 박물관의 가장 뛰어난 전시물 중 하나이다. 가로 20.5 센티미터 (8.1 in), 세로 27.5 센티미터 (10.8 in) 크기의 유화이다. 1938년 아보비안의 손자들이 박물관에 가져왔다. 아보비안의 아들 바르단이 코카서스로 돌아왔을 때, 그는 그림이 심하게 손상된 상태임을 발견했다. 그러나 바르단의 요청으로 아르메니아 화가 게보르그 바신자기안이 초상화를 복원했다. 그는 낡은 가장자리를 잘라내고 단단한 종이에 붙인 다음 균열을 해당 색상으로 채웠다. 초상화의 화가는 도르파트 대학 출신의 루드비히 폰 마이델이었다. 그는 1830년 가을, 아보비안이 겨우 20세 또는 21세였을 때 이 그림을 그렸다. 이 초상화는 아보비안 생전에 그려진 유일한 그림이다.

### 동상

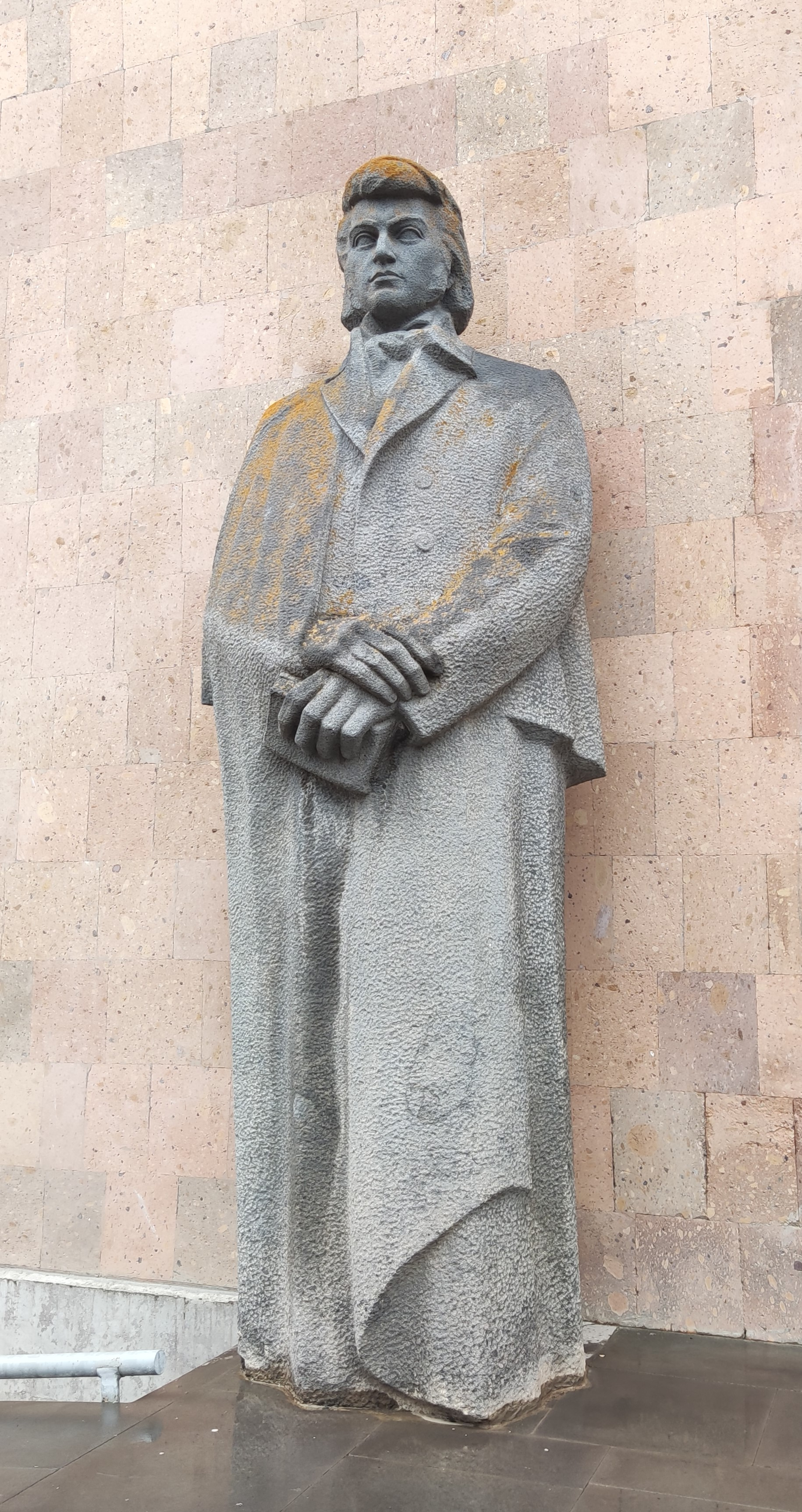
딜리잔에 있는 아보비안 동상

예레반에는 아보비안의 두드러진 동상 두 개가 서 있다. 첫 번째 동상의 구상은 1908년 러시아령 아르메니아의 여러 아르메니아 지식인들이 아보비안 실종 60주년을 기념하고 동상 건립 기금을 모으기로 결정하면서 시작되었다. 여기에는 알렉산드르 시르반자데, 호브한네스 투마니안, 게보르그 바신자기안이 포함되었다. 1910년까지 그들은 동상 주문에 충분한 기금을 모았다. 이 동상은 M. 그리고리안이 디자인하고 안드레아스 테르-마누키안이 1910년에서 1913년 사이에 파리에서 조각했다. 이 동상은 높이 4.5 미터 (15 ft)이며 화강암 받침대 위에 청동으로 만들어졌다. 오해로 인해 이 동상은 1925년에야 예레반으로 배달되었고 1933년 모스크바 영화관 부지 옆 아보비안 거리에 처음 세워졌다가 나중에 흐라즈단강 강변 어린이 공원으로 옮겨졌다. 1964년에 카나케르의 아보비안 가옥 박물관 옆에 영구적인 자리 잡았다. 예레반에 있는 아보비안의 두 번째 동상은 1950년에 아보비안 광장에 세워졌다. 높이 9-미터 (30 ft)의 청동 동상은 게보르그 타마니안(알렉산드르 타마니안의 아들)이 디자인하고 수렌 스테파니안이 조각했다.

### 영화
1948년부터 1984년까지 아르메니아 소비에트 사회주의 공화국에서 아보비안의 삶과 작품에 관한 다큐멘터리 영화 5편이 제작되었다. 2011년에는 리호 배스트릭 감독이 에스토니아에서 패럿과 아보비안의 아라라트산 원정을 다룬 다큐멘터리 영화 아라라트로의 여정을 제작했다. 이 영화는 2013년 예레반에서 열린 골든 앱리컷 국제 영화제에서 상영되었다.

## 같이 보기
- 신비하게 사라진 사람 목록: 1970년 이전

## 선별된 참고 문헌

### 산문
| 소설 - 아르메니아의 상처, 또는 애국자의 애가 (트빌리시 1858) - 티그란의 역사, 또는 아르메니아 어린이를 위한 도덕 지침서 (1941) 논픽션 - 교육 입문 (트빌리시 1838) - 대수학 연습문제집 (1868) - 아르메니아인을 위한 새로운 이론 및 실용 러시아어 문법 (1839) | 기타 - 미출판 작품 (트빌리시 1904) - 미출판 편지 (빈 1929) 이야기 - 터키 소녀 (예레반 1941) |

### 시
| - 와인 단지 (트빌리시 1912) - 민요 (예레반 1939) - 시 (예레반 1941) - 어린이를 위한 시 (예레반 1941) | 우화 - 여가 오락 (트빌리시 1864, 희곡 페오도라 포함) - 우화 (예레반 1941) |

## 내용주
1. ↑  “The history of the foundation of Khachatur Abovyan's house-museum”. 《Khachatur Abovyan's house-museum》. 2015년 10월 2일에 원본 문서에서 보존된 문서. 2015년 8월 25일에 확인함.
2. ↑  고전 아르메니아어 정자법: Խաչատուր Աբովեան
3. 1 2  Panossian, p. 143.
4. 1 2 3 4  Bedevian, Ruth (2004년 12월 8일). “Writer and Patriot: Khachatur Abovyan (sic)”. 2008년 7월 13일에 확인함.
5. ↑  Hacikyan et al., p. 214.
6. 1 2 3 4 5 6  휴센, 로버트 H.. "동아르메니아의 멜릭스: IV: 하차투르 아보비안의 시운이드 기원." Revue des études Arméniennes. NS: XIV, 1980, pp. 459–468.
7. 1 2 3  Bardakjian, p. 135.
8. ↑  Nalbandian, p. 61.
9. 1 2 3 4  Hacikyan et al., p. 211.
10. ↑  Haxthausen, pp. 153–155.
11. ↑  Abov, p. 28.
12. 1 2  Khachaturian, p. 29.
13. ↑  Parrot, p. x.
14. ↑  Parrot, p. 103.
15. 1 2 3 4  Ketchian, Philip K. (2005년 12월 24일). 《Climbing Ararat: Then and Now》. 《The Armenian Weekly》 71. 2009년 9월 8일에 원본 문서에서 보존된 문서.
16. ↑  Parrot, p. 139.
17. ↑  Parrot, pp. 141–142.
18. ↑  Bardakjian, p. 255.
19. ↑  Khachaturian, p. 52.
20. ↑  Panossian, p. 144.
21. ↑  Abov, p. 48.
22. 1 2 3 4 5  Hacikyan et al., p. 212.
23. ↑  Lang, David (1990). 《Notes and Communications》. 《Bulletin of the School of Oriental and African Studies》 53 (University of London: Cambridge University Press). 117쪽. doi:10.1017/S0041977X00021303. JSTOR 618973. S2CID 162804870.
24. 1 2  Guest, p. 188.
25. ↑  Haxthausen, pp. xvii-xx.
26. ↑  Haxthausen, pp. 147–172 and pp. 187–191.
27. ↑  Melkonyan, O. (2003).  Ուշագրավ վկայություն Խաչատուր Աբովյանի առեղծվածային անհայտացման մասին [하차투르 아보비안의 신비로운 실종에 관한 주목할 만한 증언]. 《Կրթություն [Education]》 (아르메니아어) 7 (116).
28. 1 2 3 4 5 6 7  〈Абовян Хачатур (하차투르 아보비안)〉. 《"Большая Советская Энциклопедия" (소비에트 대백과사전), 3rd edition》 (러시아어). 2008년 7월 14일에 확인함.
29. ↑  Hacikyan et al., p. 213.
30. 1 2  Bardakjian, p. 137.
31. ↑  Bardakjian, p. 136.
32. 1 2  (아르메니아어) Hakobyan, P. «Աբովյան» (아보비안). Soviet Armenian Encyclopedia. vol. i. Yerevan, Armenian SSR: Armenian Academy of Sciences, 1974, pp. 32–35.
33. ↑  Bardakjian, p. 108
34. ↑  Baliozian, Ara (1980). 《아르메니아인: 그들의 역사와 문화》. New York: AGBU Ararat Press. 60쪽.
35. ↑  (아르메니아어) Anon. «Աբովյանի Տուն-թանգարան» (아보비안의 가옥 박물관). Soviet Armenian Encyclopedia. vol. i. Yerevan, Armenian SSR: Armenian Academy of Sciences, 1974, p. 38.
36. ↑  차렌츠 문학 및 예술 박물관 보관됨 2011-07-06 - archive.today
37. ↑  아보비안의 원본 초상화
38. ↑  Khanjyan, p. 35.
39. ↑  Khanjyan, pp. 36–37
40. ↑  Khanjyan, p. 39.
41. ↑  “Documentaries”. Armenian Association of Film-Critics and Cinema- Journalists. 2011년 5월 5일에 원본 문서에서 보존된 문서. 2008년 7월 18일에 확인함.
42. ↑  “밤은 길고 어둡다”. 《Looduskalender.ee》. 2014년 3월 29일. 2017년 10월 11일에 원본 문서에서 보존된 문서. 2017년 10월 11일에 확인함.
43. ↑  Ter-Sahakian, Karine (2014년 3월 29일). “에스토니아의 아르메니아 공동체: 미래를 내다보다”. 《PanARMENIAN.Net》. 2017년 10월 11일에 확인함.
44. ↑  “'아라라트로의 여정' 다큐멘터리 영화”. 《골든 앱리컷 국제 영화제》. July 2013. 2017년 8월 4일에 원본 문서에서 보존된 문서. 2017년 10월 8일에 확인함.

## 추가 자료
- (아르메니아어) Hakobyan P., S. Dulyan et al. "아보비안, 하차투르", "아보비안 (도시)", "아보비안 메달", "아보비안 가옥 박물관" in the Soviet Armenian Encyclopedia. vol. i. Yerevan, Armenian SSR: Armenian Academy of Sciences, 1974, pp. 32–35, 38.